# Edward Maunder

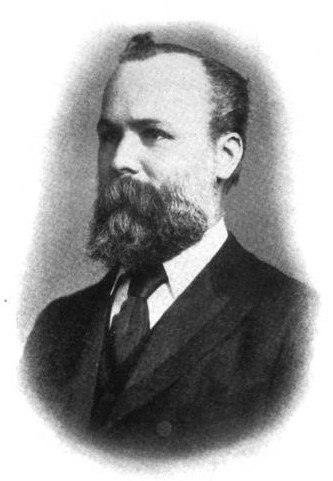
Edward Maunder

Edward Walter Maunder (Londen, 12 april 1851 - aldaar, 21 maart 1928) was een Engels astronoom. Hij is bekend van zijn studie van zonnevlekken en de magnetische cyclus van de zon. Dit leidde tot de identificatie van de vlekkenarme periode van 1645 tot 1715, die nu bekendstaat als het Maunderminimum.

## Een vreemde hemelbezoeker
Gedurende de indrukwekkende poollichtverschijning van 17 november 1882 nam Maunder een vreemdsoortig lichtgevend hemelverschijnsel waar dat qua vorm vergeleken kon worden met een Zeppelin, een torpedo, een spoel, en een sigaar. Dit hemelverschijnsel werd ook gerapporteerd door de amateurastronoom John Rand Capron (1829-1888). Capron maakte er een tekening van die vervolgens veelvuldig werd gereproduceerd om in tal van boeken te verschijnen. Wat er toen precies werd waargenomen is steeds een bron van speculatie geweest.